# Старые Чупты
Старые Чупты (баш. Иҫке Супты) — деревня в Чекмагушевском районе Республики Башкортостан Российской Федерации. Входит в состав Новокутовского сельсовета. 

## География

### Географическое положение
Расстояние до:
- районного центра (Чекмагуш): 10 км,
- центра сельсовета (Новокутово): 3 км,
- ближайшей ж/д станции (Буздяк): 77 км.

## Население
| 2002 | 2009 | 2010 |
| ---- | ---- | ---- |
| 23   | ↘19  | ↘16  |

Национальный состав
Согласно переписи 2002 года, преобладающая национальность — башкиры (96 %).